# 鄭元暢
鄭 元暢（ヂェン・ユェンチャン、1982年6月19日 - ）は、台湾の俳優、モデル。英名はJoseph Cheng（ジョセフ・チェン）。愛称は小綜。凱渥CATWALK所属。

## 概要
- 台湾台中市北屯区出身。
- 血液型はO型。身長188cm、体重76kg。
- 醒吾技術学院観光科中退。
- 特技は水泳。

## 来歴
2024年、ドラマ『生きている間』で第59回金鐘奨助演男優賞を受賞。

## 出演

### ドラマ
- 薔薇之恋〜薔薇のために〜（2003）韓葵 役
- 撞球小子（Nine Ball）（2004）快打 役
- 米迦勒之舞（2004）ゲスト出演・「路西弗」真身 役
- 安室愛美惠（2004）韓森曼 役
- MAGIC RING〜愛情魔戒〜（2004）杜競航 役
- イタズラなKiss（2005）江直樹/入江直樹 役
- 第一桶金（2006）阿生 役
- 庚子風雲（2006）陳然 役
- ぴー夏がいっぱい（2007）歐陽累/山部累 役
- イタズラなKissII 〜惡作劇之2吻〜（2007）江直樹/入江直樹 役 八大電視/中国電視公司
- ハチミツとクローバー（2008）鄧真山/真山巧 役   八大電視/中華電視公司
- 私の億万LOVE（2008）蔡進來 役
- 国民英雄-X（2010）安在勇 役
- 愛的蜜方（2012）陳皓峰 役
- わたしのスイート・スター（2014）劉城偉 役
- 只因單身在一起（2015）喬聖宇 役
- 最後の雨が降るとき（2021）Fali（風） 役
- 生きている間（2023）高嘉揚 役

### ネットドラマ
- 愛、歓迎します〜歓迎愛光臨〜（2010）夏天 役

### バラエティ番組
- 2023年 社長之路[2]

### CM
- 台湾
  - Yamaha バイク
  - 恵普コンピューター スチル
  - Sweet Jewerly
  - 高校バスケットボールHBL
  - 十大書坊花蝶館
- 韓国
  - 『維他500』飲料

### 日本語吹き替え
- 台湾ドラマ「イタズラなkiss」 男子A役

### PV
- 玫瑰眼淚（鄭中基/安可ENCORE）
- 吉他手（陳綺貞 / Groupies吉他手）
- 禮物（張學友 / 他在哪裡）
- 葉子（阿桑 / 受了點傷）

### ファッションショー
- Y3
- Lanvin
- agnes b
- YSL
- Marc Jacobs
- GBP
- LV
- Levis
- Fendi

## 音楽作品

### アルバム
- 暢一首歌（2009年9月25日 / 日本発売有り）

PV では表題曲を林志玲とダンス共演。別曲でアリエル・リンとも共演。

## 書籍

### 写真集‧著作
- 元味暢快 Party Set（2003年、鼎樂科技）
- 我型我色2004鄭元暢配色事典（2004年、台視文化）
- Always Smile 鄭元暢籃球偶像事件簿（2005年、布克文化）
- A FILM BY JOSEPH CHENG WHAT A BEAUTIFUL LIFE!（2011年2月7日、竹書房） ISBN 978-4812445037

## 慈善活動
- 2011年〜　台灣世界展望會[3]